# إلفين يونوسزادي
إلفين يونوسزادي (22 أغسطس 1992 في أذربيجان - ) هو لاعب كرة قدم أذربيجاني في مركز الدفاع. شارك مع منتخب أذربيجان تحت 21 سنة لكرة القدم ومنتخب أذربيجان لكرة القدم. أما مع النوادي، فقد لعب مع نادي قره باغ ونادي نيفتشي باكو وسیمرغ زاقاتالا ‏.

## وصلات خارجية
- إلفين يونوسزادي على موقع قاعدة بيانات كرة القدم.إي يو (الإنجليزية)
- إلفين يونوسزادي على موقع ناشيونال فوتبول تيمز (الإنجليزية)
- إلفين يونوسزادي على موقع Soccerway.com (الإنجليزية)
- إلفين يونوسزادي على موقع AS.com (الإسبانية)